# Paquet d'onde
Pour les articles homonymes, voir onde (homonymie).
 (novembre 2024).
Si vous disposez d'ouvrages ou d'articles de référence ou si vous connaissez des sites web de qualité traitant du thème abordé ici, merci de compléter l'article en donnant les références utiles à sa vérifiabilité et en les liant à la section « Notes et références ».
En physique, un paquet d'onde, ou train d'onde, est une enveloppe ou un paquet contenant un nombre arbitraire d'ondes élémentaires. Il existe aussi des demi paquets d'onde, qui sont des paquets d'onde scindés en quadrature de phase. 
En mécanique quantique, le paquet d'onde possède une signification particulière : il est interprété comme étant une onde de probabilité qui décrit la probabilité pour une particule (ou des particules) dans un état donné d'avoir une position et une quantité de mouvement données. Cette interprétation n'est pas compatible avec l'onde du chat de Schrödinger : comme on ne peut pas faire une combinaison linéaire des ondes de matière du chat vivant et du chat mort, ces ondes n'obéissent pas à une équation linéaire comme le suppose la mécanique quantique. L'utilisation de la mécanique quantique pour traiter des problèmes complexes nécessite des corrections par exemple l'introduction de particules convenables.
En appliquant l'équation de Schrödinger en mécanique quantique, il est possible de déduire l'évolution temporelle d'un système, de manière similaire au formalisme hamiltonien en mécanique analytique. Le paquet d'onde est une solution mathématique de l'équation de Schrödinger. Le carré de l'aire en dessous du paquet d'onde solution (intégrale quadratique) est interprétée comme étant la densité de probabilité de trouver une particule dans cette région.
Dans une représentation à coordonnées d'une onde (comme en coordonnées cartésiennes), la position de l'onde est donnée par la position du paquet. De plus, plus le paquet d'onde est petit, mieux est définie la position du paquet d'onde, mais plus l'incertitude sur la quantité de mouvement est grande. Cette particularité est connue sous le nom de principe d'incertitude de Heisenberg.

## Bases
Au début des années 1900, il devint évident que la mécanique classique montrait des défaillances majeures. Albert Einstein proposa originellement l'idée que la lumière se déplaçait en paquets discrets appelés « corpuscules », mais le comportement ondulatoire de nombreux phénomènes lumineux conduisit les scientifiques à favoriser une description en termes d'ondes de l'électromagnétisme. Ce n'est que dans les années 1930 que la nature particulaire de la lumière commença réellement et largement à être acceptée en physique. Le développement de la mécanique quantique - et son succès dans l'explication de résultats expérimentaux qui pouvaient sembler paradoxaux - fut la base principale de cette acceptation.
Un des concepts les plus importants dans la formulation de la mécanique quantique est l'idée que la lumière se déplace en quantités discrètes appelées photons. L'énergie de la lumière est une fonction discrète de la fréquence :
{\displaystyle E=nhf}
L'énergie est le produit d'un entier n (d'où le terme de quantification), de la constante de Planck h et la fréquence f. Cette quantification permit la résolution d'un problème de la physique classique, appelé catastrophe ultraviolette.
Les idées de la mécanique quantique continuèrent à être développées tout au long du XXe siècle. L'image qui fut développée fut celle d'un monde particulaire, avec tous phénomènes et toute matière faits de particules et interagissant avec des particules discrètes. Cependant, ces particules sont décrites par une onde de probabilité. Les interactions, localisations, et toute la physique peuvent être réduits à des calculs de ces ondes d'amplitudes de probabilités. La nature particulaire du monde physique fut confirmée de manière expérimentale, alors que les phénomènes ondulatoires peuvent être caractérisés par la nature en paquets d'ondes des particules.

## Mathématiques
Considérons les ondes solutions de l'équation d'onde (ou équation de d'Alembert) suivante :
{\displaystyle {\partial ^{2}u \over \partial t^{2}}=c^{2}{\nabla ^{2}u}}
où {\displaystyle \scriptstyle c} est la vitesse de phase, c'est-à-dire la vitesse de propagation de l'onde dans un milieu donné.
L'équation d'onde possède comme solutions des ondes planes du type :
{\displaystyle u(\mathbf {x} ,t)=e^{i{(\mathbf {k\cdot x} }-\omega t)}}
où {\displaystyle \scriptstyle \omega } est la pulsation de l’onde ({\displaystyle \scriptstyle {\frac {\omega }{2\pi }}} étant sa fréquence) et {\displaystyle \scriptstyle \mathbf {k} } est le vecteur d’onde, un vecteur perpendiculaire au plan d’onde. Le produit scalaire {\displaystyle \scriptstyle \mathbf {k\cdot x} } est associé à la norme euclidienne notée {\displaystyle \scriptstyle |\mathbf {k} |}.
Afin de satisfaire l’équation, ces deux quantités sont liées par la relation de dispersion :
{\displaystyle \omega =c|\mathbf {k} |}.
La valeur complexe de {\displaystyle \scriptstyle u(\mathbf {x} ,t)} est essentiellement un artifice visant la simplification des expressions et des traitements : pour décrire un phénomène physique à grandeur réelle, le résultat significatif est la partie réelle de {\displaystyle \scriptstyle u(\mathbf {x} ,t)}.
Un paquet d'ondes est une perturbation localisée résultant de la somme de différentes fonctions d'ondes. Si le paquet est très localisé, diverses fréquences sont nécessaires afin de permettre la superposition constructive de la région de la localisation et la superposition destructive hors de cette région.

### Mise en évidence
Considérons maintenant une superposition d’ondes ayant chacune un vecteur {\displaystyle \scriptstyle \mathbf {k} }, une pulsation {\displaystyle \scriptstyle \omega (\mathbf {k} )} et une amplitude {\displaystyle \scriptstyle A(\mathbf {k} )}. L’onde résultante s’écrit alors
{\displaystyle u(\mathbf {x} ,t)=\int A(\mathbf {k} )e^{i(\mathbf {k} \cdot \mathbf {x} -\omega (\mathbf {k} )t)}\,d\mathbf {k} }
une quantité qui, par linéarité, satisfait encore l’équation d’onde. Cette relation englobe le cas d’une superposition d’un nombre fini d’ondes : dans ce cas, {\displaystyle \scriptstyle A(\mathbf {k} )} est non nul uniquement pour certaines valeurs de {\displaystyle \scriptstyle \mathbf {k} } et l’intégrale devient une somme.
Supposons que les divers {\displaystyle \scriptstyle \mathbf {k} } contributifs se situent dans le voisinage {\displaystyle {\mathcal {V}}} d’un vecteur {\displaystyle \scriptstyle \mathbf {k} _{0}} et considérons le développement de Taylor au premier ordre :
{\displaystyle \omega (\mathbf {k} )=\omega (\mathbf {k} _{0})+\nabla \omega (\mathbf {k} _{0})\cdot (\mathbf {k} -\mathbf {k} _{0})}
où {\displaystyle \scriptstyle \nabla \omega } est le gradient, c'est-à-dire le vecteur des dérivées partielles de {\displaystyle \scriptstyle \omega } par rapport aux composantes de {\displaystyle \scriptstyle \mathbf {k} }. Les imprécisions de cette relation sont d’autant plus faibles que les {\displaystyle \scriptstyle \mathbf {k} } restent proches de {\displaystyle \scriptstyle \mathbf {k} _{0}}.
Par substitution, il découle
{\displaystyle u(\mathbf {x} ,t)=M(\mathbf {x} ,t)e^{i(\mathbf {k} _{0}\cdot \mathbf {x} -\omega (\mathbf {k} _{0})t)}} où {\displaystyle M(\mathbf {x} ,t)=\int _{\mathcal {V}}A(\mathbf {k} )e^{i(\mathbf {x} -t\nabla \omega (\mathbf {k} _{0}))\cdot (\mathbf {k} -\mathbf {k} _{0})}\,d\mathbf {k} .}
Ainsi {\displaystyle \scriptstyle u(\mathbf {x} ,t)} s’identifie à une onde de pulsation {\displaystyle \scriptstyle \omega (\mathbf {k} _{0})} qui est modulée par {\displaystyle \scriptstyle M(\mathbf {x} ,t)}.
Le paquet d’ondes est caractérisé par son enveloppe {\displaystyle \scriptstyle M(\mathbf {x} ,t)} qui se déplace à la vitesse {\displaystyle \scriptstyle \mathbf {v} _{0}=\nabla \omega (\mathbf {k} _{0})} (amplitude et direction) appelée vitesse de groupe : en effet, {\displaystyle \scriptstyle M(\mathbf {x} ,t)} reste constant en tout point évoluant à cette vitesse.

Paquet d’ondes dans un milieu unidimensionnel et non dispersif.

Dans un milieu non dispersif (le vide par exemple), la vitesse de phase {\displaystyle \scriptstyle c} ne dépend pas de la pulsation. Dans ce cas, la relation de dispersion {\displaystyle \scriptstyle \omega =c|\mathbf {k} |} implique un gradient {\displaystyle \scriptstyle \mathbf {v} _{0}=c{\frac {\mathbf {k} _{0}}{|\mathbf {k} _{0}|}},} et ainsi {\displaystyle \scriptstyle |\mathbf {v} _{0}|=c} : la vitesse de groupe est égale à la vitesse de phase. Dans un milieu unidimensionnel, le profil de l’onde subit une simple translation uniforme (il est figé s’il est vu d’un référentiel se déplaçant à vitesse {\displaystyle \scriptstyle \mathbf {v} _{0}}). L’animation correspond à une telle situation. Ce n’est plus le cas dans un milieu de dimension supérieure à cause des diverses directions des vecteurs d’onde {\displaystyle \scriptstyle \mathbf {k} }.
Dans un milieu dispersif par contre, la vitesse de phase d’une onde dépend de sa pulsation ({\displaystyle \scriptstyle c=c(\omega )}) : si {\displaystyle \scriptstyle c(\omega )>|\mathbf {v} _{0}|}, l’onde rattrape le paquet d’ondes.
Cette équation d’onde possède une solution simple et utile qui est en accord avec la statistique de Maxwell-Boltzmann :
{\displaystyle A(\mathbf {k} )=A_{0}e^{-{\frac {1}{\sqrt {2\pi }}}|\mathbf {k} -\mathbf {k} _{0}|}}
où {\displaystyle A_{0}} et {\displaystyle \scriptstyle \mathbf {k} _{0}} sont constants.

### Spectre
Pour simplifier, supposons que les ondes se déplacent dans un espace à une dimension. Une solution élémentaire est de la forme suivante :
{\displaystyle u(x,t)=Ae^{i(kx-\omega t)}+Be^{-i(kx+\omega t)}\,}
où le premier terme reflète une onde se déplaçant dans le sens des {\displaystyle x} croissants et le second correspondant au sens opposé.
La fonction générale d'un paquet d'ondes peut s’exprimer par :
{\displaystyle f(x,t)={\frac {1}{\sqrt {2\pi }}}\int _{-\infty }^{+\infty }A(k)e^{i(kx-\omega (k)t)}\,dk.}
Le facteur {\displaystyle \scriptstyle {\frac {1}{\sqrt {2\pi }}}} provient des conventions utilisées pour les transformées de Fourier. L'amplitude {\displaystyle A(k)} contient les coefficients de la superposition linéaire des ondes planes solutions.
Ces coefficients peuvent alors s’exprimer comme fonctions de {\displaystyle f(x,t)} évaluées en {\displaystyle t=0} :
{\displaystyle A(k)={\frac {1}{\sqrt {2\pi }}}\int _{-\infty }^{+\infty }f(x,0)e^{-ikx}\,dx.}

## Paquet d'onde et train d'onde
C'est l'expression anglaise « wave packet » qui a donné l'expression française « paquet d'onde ». En français, « train d'onde » se rencontrerait plus facilement. Elle met bien en exergue le fait que les trains d'ondes ont une tête et une queue, soit un début et une fin bien définis, dans le temps et dans l'espace, et que chaque onde occupe un rang spécifique dans la chaîne de ces ondes.
On[Qui ?] peut ajouter que l'expression « paquet d'ondes » laisse entendre que ses ondes peuvent être quelconques, alors que le train d'onde suggère que ses ondes sont issues d'une même source, sont cohérentes (c'est-à-dire en phase), de même polarisation et homogènes (de même énergie), bien que cela ne soit pas forcément le cas[réf. souhaitée].

## La cohérence
La cohérence d'un train d'onde est préservée lorsque toutes les ondes du train n'interfèrent pas au point de détruire la visibilité du signal. Lorsque la décohérence a lieu, la phase devient imprévisible et les interférences destructives et constructives aboutissant à un signal « chaotique ».
Lorsque ces interférences sont dues à l'environnement et qu'un signal lumineux a une bonne capacité à résister à ces parasites, on emploie l'expression de « force de cohérence » du signal lumineux.
En mathématiques, la cohérence d'un signal correspond à sa corrélation.

### Cohérence temporelle
La cohérence temporelle d'une onde est le lieu et la durée, où et quand on peut la discerner sans mal. L'exemple des ronds dans l'eau illustre ce propos : en lançant une pierre dans un lac, des vagues circulaires sont générées. Tant que les vagues sont discernables, on dit que la cohérence de l'onde est préservée. Une photographie du phénomène permet de compter les vagues (les ondes). Au bout d'un certain temps, les vagues, parce qu'elles n'ont pas parfaitement la même fréquence se mélangent et finissent pas perdre leur cohérence : elles ne sont plus discernables. La décohérence se manifeste là plus ou moins subitement. Du nombre de vagues nettes discernables, on en déduit une « longueur de cohérence » et, connaissant leur vitesse, une « durée de cohérence ».
Illustration ronds dans l'eau à l'adresse https://cdn.pixabay.com/photo/2014/01/14/09/14/stones-244244_960_720.jpg[style à revoir]
Une source de lumière monochromatique parfaite ne connaîtrait pas ce phénomène d'interférence de ses ondes et le temps pendant lequel ses ondes seraient discernables serait infini (on parlerait de durée et de longueur de cohérence infinies). La cohérence temporelle serait dite totale.

### Cohérence spatiale
Une source de lumière, non ponctuelle, mais qui s'étend sur une longueur ou dans un espace (comme le filament d'une ampoule ou la sphère d'une étoile) génère des ondes qui - même si elles sont supposées parfaitement monochromatiques et exactement en phase - sont légèrement espacées les unes des autres, à leur émission, du fait de l'étendue de la source. Recueillies sur un écran ou une lentille, ces ondes ne parcourent pas les mêmes distances et ces « différences de marche » se traduisent par des différences légères de phase. Lorsque les différences sont trop importantes, la cohérence spatiale est perdue et le signal ondulatoire n'est plus perçu nettement mais brouillé.
Illustration d'interférence spatiale dont un très bon exemple est visible à l'adresse http://zeiss-campus.magnet.fsu.edu/tutorials/coherence/indexflash.html[style à revoir]
Une source de lumière parfaitement ponctuelle ne connaîtrait pas ce phénomène de décohérence spatiale. La cohérence spatiale serait dite totale.

## Caractérisation d'un train d'onde
Ces aspects de cohérence permettent de caractériser un train d'onde avec les grandeurs suivantes (on utilise ν (lettre grecque nu) la fréquence de l'onde et c la célérité de la lumière dont on connaît les rapports entre eux : {\displaystyle \lambda =c/\nu }) :
- Largeur spectrale : la source de lumière n'étant pas parfaitement monochromatique, ce paramètre caractérise l'étendue des longueurs d'onde autour de la raie de référence qui peuvent être émises : {\displaystyle \Delta \lambda =\lambda _{max}-\lambda _{min}}, soit {\displaystyle \Delta \nu =\nu _{max}-\nu _{min}} pour une largeur en fréquence. Lorsque la définition de la largeur spectrale n'est pas évidente, on définit généralement ses bornes par les raies dont l'intensité vaut moitié celle de la raie de référence.
- Durée de cohérence : elle correspond à la durée de cohérence du signal et son maximum se déduit de la largeur spectrale : {\displaystyle \tau _{c_{max}}=1/\Delta \nu }

C'est un maximum car la durée peut être forcée à une valeur plus faible : en augmentant la fréquence de répétition des trains d'onde (en faisant empiéter le début d'un train d'onde sur la fin du précédent), on peut réaliser un forçage de la durée de cohérence : {\displaystyle \tau _{c}<\tau _{c_{max}}}
Une proposition équivalente : la durée de cohérence est le temps pendant lequel une onde générée demeure discernable dans le motif du train d'onde. C'est aussi le temps mis par une onde pour traverser toute la longueur du train d'onde.
Le laser est une des meilleures source de lumière cohérente dont on dispose.
- Longueur de cohérence : c'est la longueur du train d'onde dans l'espace : {\displaystyle L_{c}=c\tau _{c}}
- Surface de cohérence : elle vaut {\displaystyle S_{c}=\pi \rho ^{2}} où ρ est le rayon apparent de l'objet. On approxime cette expression : {\displaystyle S_{c}\approx \pi (\lambda /\theta )^{2}} où θ est le diamètre apparent. Il s'approxime lui-même et la formule finale devient : {\displaystyle S_{c}\approx \pi (D\lambda /R)^{2}} où D est la distance de l'objet jusqu'à son point d'observation et R son rayon réel (pour les formules exactes, consulter l'article sur la taille apparente).

Plus le filament d'une lampe à incandescence est court, ou vu de loin, et plus sa cohérence spatiale est grande.

## Quelques exemples chiffrés
| Source de lumière                                                           | Durée de cohérence | Longueur de cohérence | Raie de référence | Largeur spectrale | Commentaires |
| --------------------------------------------------------------------------- | ------------------ | --------------------- | ----------------- | ----------------- | --- |
| Sources dites cohérentes                                                    |                    |                       |                   |                   | |
| Laser Hélium-Néon                                                           | ~ 1 µs             | ~ 100 m               | 633 nm            | ~ 1 fm            | - En fonctionnement monomode - Première technologie Laser mondiale                                                                                                 |
| Laser femtoseconde pulsé Titane-Saphir (sa cohérence n'est pas privilégiée) | ~ 6 ps             | 536 nm                | 800 nm            | 380 nm            | - Source non monochromatique (multimode), - mais utilisé par pulsations de trains cohérents, - émettant principalement autour de la raie de longueur d'onde 800 nm |
| Sources dites incohérentes                                                  |                    |                       |                   |                   | |
| Lampe jaune au Sodium                                                       | 2 ps               | 1 mm                  | 590 nm            | 20 nm             | - Source monochromatique - Communs dans les lampadaires urbains |
| Lumière blanche composite du Soleil                                         | ~ 1 fs             | ~ 1 µm                | 600 nm            | 400 à 800 nm      | Toutes les ondes visibles |

On peut noter l'existence de l'adresse Coherence length, nonlinear optics, holography (in Encyclopedia of Laser Physics and Technology) qui permet, en ligne, d'obtenir la Longueur de Cohérence à partir d'une Raie de Référence et de sa Largeur de Bande (en longueur d'onde ou en fréquence).[style à revoir]